# Tara Air
Tara Air Pvt. Ltd. (Тара Эйр, непальск. तारा एयरलाईन्स) — авиакомпания в Непале, базирующаяся в Катманду и занимающаяся внутренними авиаперевозками. Является дочерней компанией Yeti Airlines.

## История

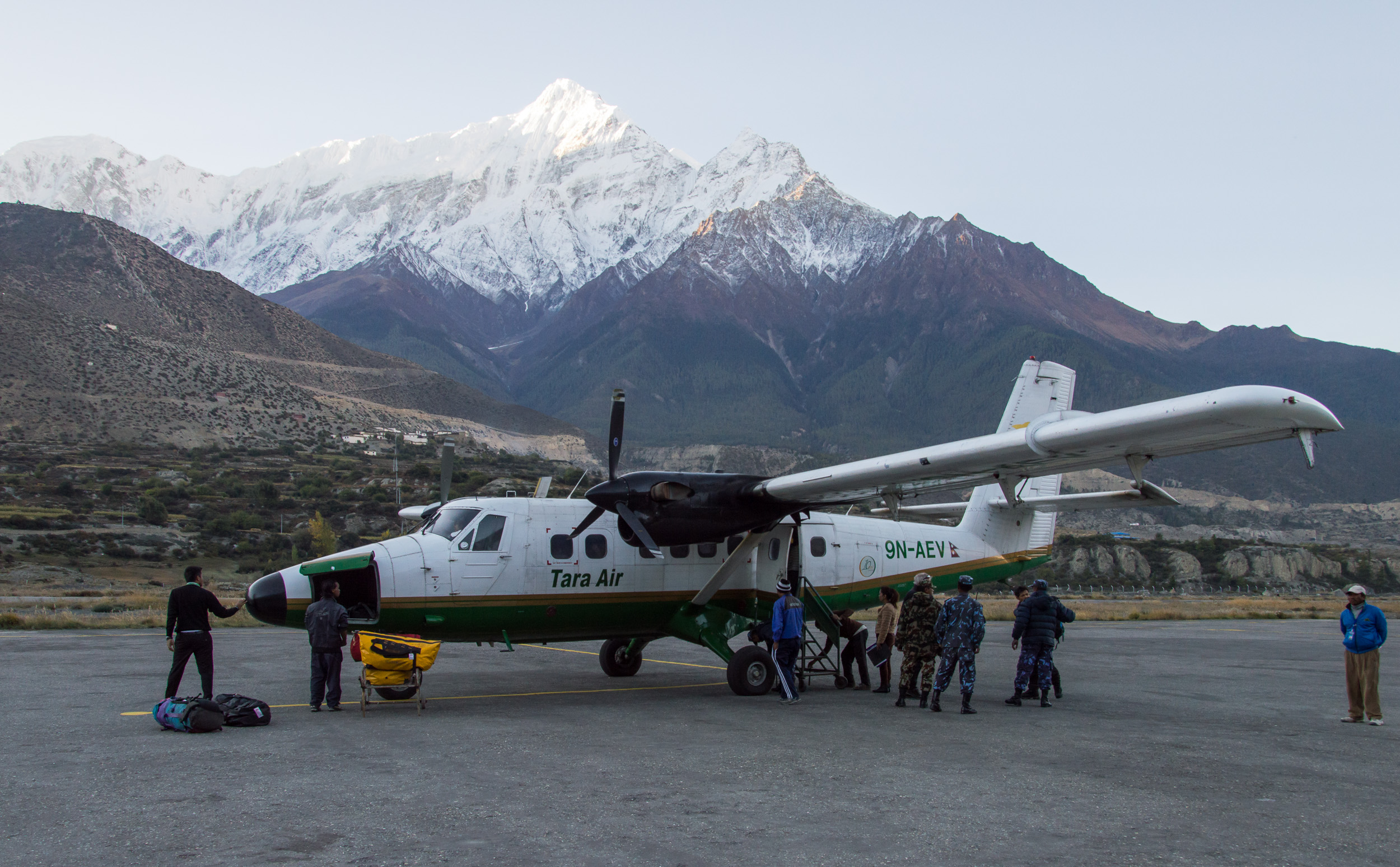
Самолёт DHC-6 Twin Otter авиакомпании Tara Air в аэропорту Джомсома

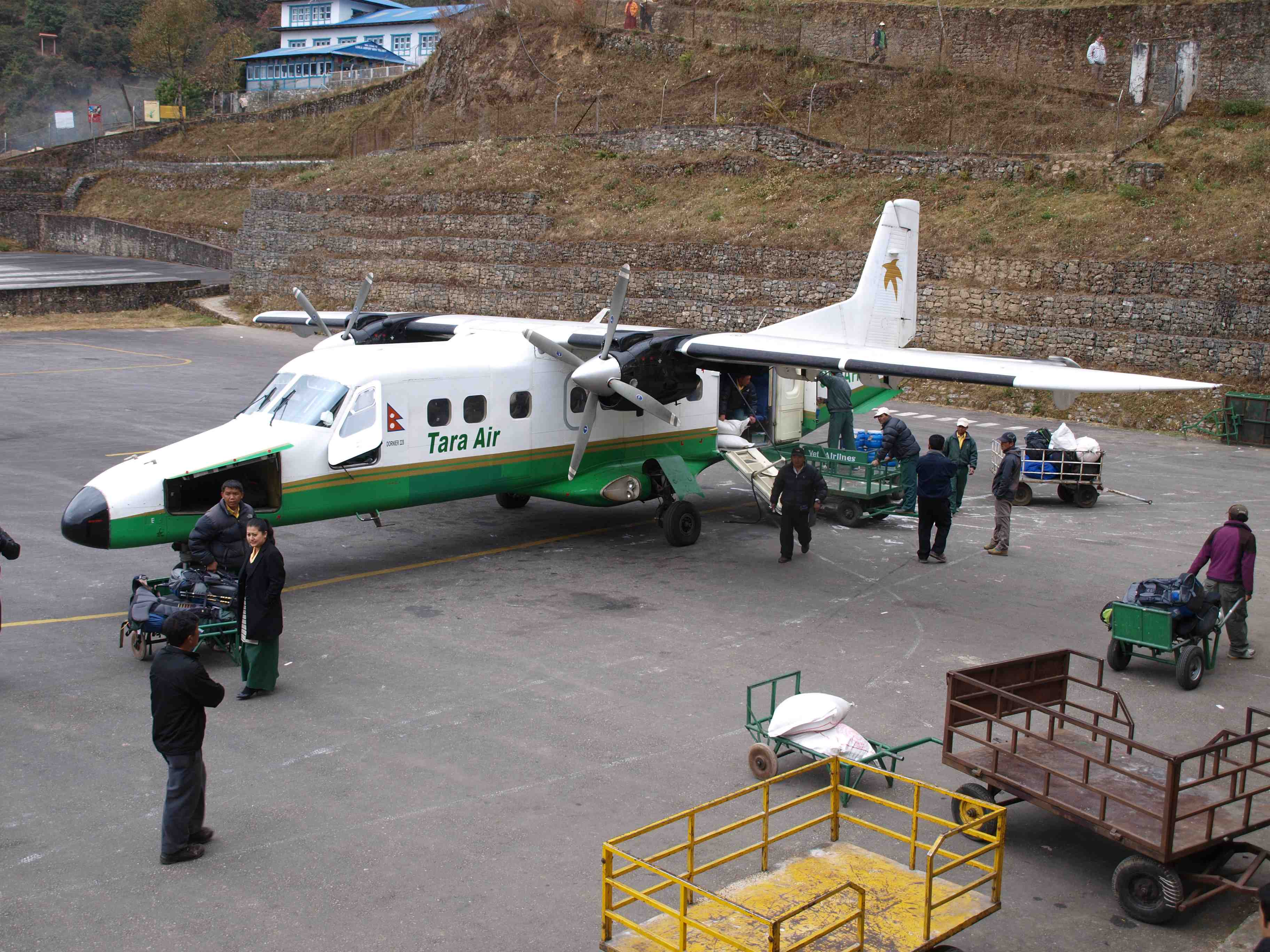
Самолёт Dornier Do 228 авиакомпании Tara Air а аэропорту Луклы

Tara Air была основана в 2009 году как дочернее предприятие авиакомпании Yeti Airlines. Флот Tara Air составили самолёты укороченного взлёта и посадки, ранее принадлежавшие Yeti Airlines.

## Флот
По состоянию на 2013 год флот Tara Air состоит из:
- 2 самолёта Dornier Do 228
- 4 самолёта De Havilland Canada DHC-6 Twin Otter

## География полётов
Рейсы Tara Air связывают крупные города Непала с отдалёнными населёнными пунктами, находящимися в высокогорной местности. По состоянию на 2013 год в список пунктов назначения входят:
| Пункт назначения | Код (ИАТА) |
| ---------------- | ---------- |
| Катманду         | KTM        |
| Баджура          | BJU        |
| Джомсом          | JMO        |
| Джумла           | JUM        |
| Долпа            | DOP        |
| Ламиданда        | LDM        |
| Лукла            | LUA        |
| Непалгандж       | KEP        |
| Покхара          | PKR        |
| Пхаплу           | PPL        |
| Рара             | TAL        |
| Румджатар        | RUM        |
| Симикот          | IMK        |
| Суркхет          | SKH        |

## Авиационные происшествия и катастрофы
- 26 мая 2010 года — самолёт DHC-6 Twin Otter, выполнявший рейс Суркхет — Рара, был вынужден вернуться в аэропорт вылета из-за открывшейся в полёте двери. По сообщению представителей Tara Air бортпроводнику удалось самостоятельно закрыть дверь ещё до посадки[3].
- 15 декабря 2010 года — самолёт DHC-6 Twin Otter, бортовой номер 9N-AFX, выполнявший рейс Ламиданда — Катманду, разбился в горной местности вскоре после взлёта. Погибли 19 пассажиров и 3 члена экипажа[4].
- 23 июня 2011 года — самолёт Dornier Do 228, бортовой номер 9N-AGQ, выполнявший грузовой рейс, был серьёзно повреждён в результате жесткой посадки в аэропорту Симикота[5].
- 24 февраля 2016 года — самолёт DHC-6 Twin Otter, бортовой номер 9N-AHH, выполнявший рейс из Покхары в Джомсом, разбился в горах в районе Мьягди. На борту находились 20 пассажиров и 3 члена экипажа, все они погибли[6].
- 29 мая 2022 года — самолёт DHC-6 Twin Otterr, бортовой номер 9N-AET, выполнявший рейс в интересах Yeti Airlines, разбился в районе Мустанг. На борту находилось 22 человека[7].